# 让-勒内·加西亚

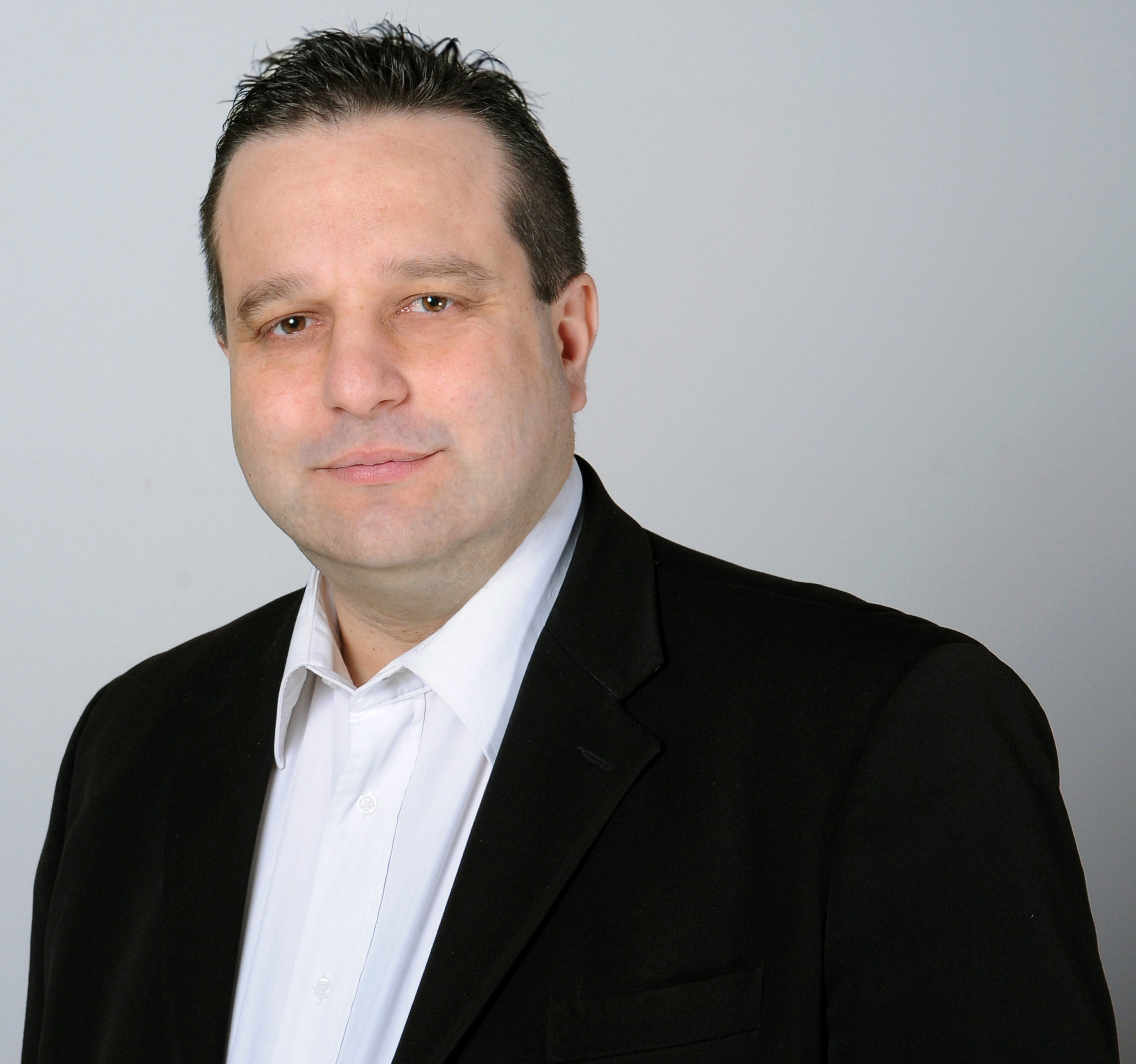

让-勒内·达尼埃尔·加西亚（法語：Jean-René Daniel Garcia），1970年1月29日出生于法国马赛，曾在法国政府各部长办公室担任过许多重要职位。从2012年9月起，让-勒内·加西亚致力于法国科研和高等教育工作。他是法国为数不多的对拉丁美洲有专门研究的法律教授。巴黎第十三大学公法教授以及法国科学院常务秘书长卡特琳娜·布雷希涅克和让-弗朗索瓦·巴克的特别顾问。

## 教育经历
让-勒内·加西亚于2006年获得巴黎新索邦大学公法博士学位，他的博士论文为《双重性概念研究对分析行政权利的贡献: 以玻利维亚为例》，论文由让-米歇尔·布兰格指导。他的评语为特别优异且获得了评审团的一致祝贺。他拥有巴黎第五大學公法专业深度研究文凭及巴黎新索邦大学拉美社会研究专业深度研究文凭。
他于1997年获得法国外交部颁发的拉瓦锡奖学金，他的部分研究在玻利维亚多学科研究所和位于拉巴斯的科迪勒拉大学進行。

## 职业经历
让-勒内·加西亚于2000年到2001年间在玻利维亚拉巴斯的科迪勒拉大学教授法律和政治科学。在2001至2003年间，他被任命为巴黎新索邦大学拉丁美洲高等研究院科研助理。
在2004年,他成为法属圭亚那大学区区长科技顾问，国际关系与合作委员会学术委员与负责高等教育与科学的项目专员，他担任此职位直到2006年10月为止。2006年10月，他被任命为法国高等教育与科研部部长吉勒·德罗宾部长辦公室副主任，让-米歇尔·布兰科的特別顾问。
2007年，他作为项目负责人，加入了弗朗索瓦·巴鲁安的部长辦公室，前者担任法国內政及领土整治部部长直至2007年5月。2008年，他成为拉美研究院院张让-米歇尔·布兰科的项目负责人。在2010年10月至2011年7月，他又重新担任弗朗索瓦·巴鲁安部长辦公室研究及辩论顾问，前者是法国預算、公共报表及国家改革部部长，同時也是政府发言人。
2010年3月，他被任命为預算、公共报表及国家改革部部长辦公室技术及拓展特別顾问。从2010年1月1日起他担任索邦大学联盟巴黎北方大学的法学教授并成为「地域行动科研中心」成员。同時，从2011年9月起，他成为位于巴黎孔蒂王宫的法蘭西學會中的法国科学院常务委员会特别顾问。

## 研究领域和概念创新
让-勒内·加西亚的研究课題主要集中在拉丁美洲政治和法治国家上。让-勒内·加西亚从理论和实践上证明了行政权力在美洲的独特性（从地域上来说）。他是按照法律特征研究拉丁美洲的政治体制（具体根据玻利维亚的情況）和政治理念问题。这有关西蒙·玻利瓦尔的思想怎样延续这一政治哲学，以及说明在实践中拉丁美洲的行政权力如何处于这个政治哲学矛盾辩论法的关键位置。
让-勒内·加西亚的思想集中在两个紧密联系的概念上：行政权力的和宪法的各个历史时期。
在拉丁美洲，对行政权利的双重性存在共识，就是说如被赋予权力就应严格执行法律，它在这个大陆的一些政治时期中得以实现，被称称之为《宪法历史时期》。这种共识能保证政治体系的运转，但同时在一些措施中保留公共自由性。他涉及到一个有关行政权力的现代流派，这个流派认为行政全力的双重性构成18世纪末以來各共和国司法组织中一个不能回避的一个因素。这个概念被用于玻利维亚宪法体制的研究中，用来说明以下观点：自独立以來，行政权力的过度发展不只是由于特定历史条件，而是因为一個司法原则保证政治制度根据宪法运行。于是渐渐形成一个公式，即双重行政权力存在于一个利用和合法化行政权利双重性的过程中。在历史长河中，拉丁美洲的宪法不能离开行政权力运行，于是目标便是在对政治体系结构构成有必要时脱离宪法。
让-勒内·加西亚提出根据宪法的三个历史时期来分析拉丁美洲的“全宪法体系”。这些存在于宪政辨证论中的历史时期，记录了那些历史被阻断的时刻，在那时渐渐形成在接受新宪法的情况下实现对双重行政权力政治分级的共识。在每个历史时期中，不仅仅是宪法结构被改变，而是所有公共权力组织在新时期中变得更加清晰。这不仅仅是权力的重新分配，而是通过对行政权力双重性的理论化，用新的方式执行宪法。

## 著作
- 《玻利維亚，宪法历史及行政权力的双重性》，巴黎，亚马逊出版社，2010年1月，284页。
- 《双重性概念研究对分析行政权力的贡献: 以玻利维亚为例》，博士论文，拉丁美洲高等研究所，巴黎新索邦大學，巴黎，2007年。
- 《玻利维亚的民事与军事》，一种有冲突的体制关系，发表于《拉丁美洲的政治与权力》，巴黎，法国档案馆，拉丁美洲高等研究院 , 2003年。
- 《玻利维亚政治危机》 , 发表于《法国十字报》，2003年10月20日。
- 《玻利维亚：从契约民主到政治体制危机》，2002年发表于《美洲》，拉丁美洲变革观察所，在乔治·古菲纳领导下的集体著作，巴黎，法国档案馆，2001年。
- 《宪法体制在玻利维亚巩固民主化进程中发挥的作用》，拉佐思出版社，1995年3月，里尔大学期刊。